# Glory to the Brave (EP)
Glory to the Brave – ep (czasem uważany za singiel) szwedzkiego zespołu Hammerfall.

## Spis utworów
1. "Glory to the Brave (Radio Edit)" – 5:02
2. "Ravenlord" (cover Stormwitch) – 3:30
3. "Metal Age (Live)" – 4:12
4. "Glory to the Brave (Live)" – 7:17

## Twórcy
- Joacim Cans - śpiew
- Oscar Dronjak - gitara, śpiew
- Stefan Elmgren - gitara, śpiew
- Magnus Rosén - gitara basowa
- Patrik Räfling - instrumenty perkusyjne